# 新墨西哥州州徽
新墨西哥州州徽（英語：Great Seal of the State of New Mexico），為美國新墨西哥州的官方標誌，於1913年被採用。新墨西哥州於1912年立州時，該州立法機關任命委員會設計州徽。1913年6月，由時任州長威廉·C·麥克唐納、總檢察長弗蘭克·W·克蘭西、首席大法官克拉倫斯·J·羅伯茨的委員會提交了其報告，採用了《領地印章》的總體設計，以此前的新墨西哥領地印章作為新成立州的徽章。
新墨西哥州的官方座右銘為「Crescit eundo」。從拉丁語翻譯而來的意思是“它在前進中成長”，來源於羅馬共和國末期的詩人和哲學家盧克萊修創作的《物性論》。